# Takuya Nagasawa
Takuya Nagasawa (japanisch 長澤 拓哉 Nagasawa Takuya; * 10. April 1993 in der Präfektur Nagano) ist ein japanischer Fußballspieler.

## Karriere
Nagasawa erlernte das Fußballspielen in der Schulmannschaft der Sozo Gakuen High School. Seinen ersten Vertrag unterschrieb er 2012 bei Artista Tomi. Danach spielte er bei Universitätsmannschaft der Ryūkoku-Universität. 2017 wechselte er zum Zweitligisten Kamatamare Sanuki. Am Ende der Saison 2018 stieg der Verein in die J3 League ab. Für den Verein absolvierte er 13 Ligaspiele. 2020 wechselte er zu Shinagawa CC Yokohama.